# Алелуја (јело)
Алелуја је словеначка ускршња посна чорба од осушене коре репе.
Настала је у 17. веку као успомена на једну од великих глади у касном средњем веку, током које се говорило да је јела незабележена. Као датум се помиње 1472. година (недостатак у Љубљани и околини је последица турске опсаде), као и 1592. (у Крањској) и 1817. Према другом тумачењу, то би требало да буде само сећање на Христово страдање.    
Чак и пре 2. светског рата био је присутан на салашима.  Куван је у Горењској, делу Долењске, Церкљанској и у централној Словенији и има неколико верзија.  Припремајући га, људи су користили остатке (љуске и воду у којој се кувала шунка). 
Иван Врховник је у својој историји Трновске жупе писао да Трновчани и Краковчани познају јело под три имена: алелуја, олупки и лакота.  На љубљанској пијаци продавале су се сушене коре од цвекле.

## Припрема
Осушене (може и димљене) коре репе се кувају док не омекшају, сецкају, бланширају и кувају са кромпиром. Може и да се посипа брашном (или презлама).   

## Изложбе и фестивали
Коре које се суше на конопцу биле су део једне од изложби Градског музеја Идрија. Јело је представљено на изложби ускршњих честитки 2017. године у холу Градске куће у Крању.